# Prix Bobby Jaspar
De Prix Bobby Jaspar is een Franse jazzprijs vernoemd naar de Belgische jazzmusicus Bobby Jaspar. De prijs wordt ook wel de Prix du Musicien Européen genoemd. De prijs wordt jaarlijks door de Académie du Jazz in Parijs uitgereikt aan een Europese jazzmusicus.

## Prijswinnaars
- 1993 Mathias Rüegg
- 1994 Django Bates
- 1995 Paolo Fresu
- 1996 Aldo Romano
- 1997 Daniel Humair
- 1998 Enrico Pieranunzi
- 1999 Philip Catherine
- 2000 Nathalie Loriers
- 2001 Bobo Stenson
- 2002 Albert Mangelsdorff
- 2003 Gábor Gadó
- 2004 Enrico Rava
- 2005 David Linx
- 2006 Joachim Kühn
- 2007 Riccardo Del Fra[2]
- 2008 Arild Andersen[3]
- 2009 Laurent Blondiau[4]
- 2010 Franco D’Andrea[5]
- 2011 Francesco Bearzatti[6]
- 2012 Jorge Pardo[7]
- 2013 Tomasz Stańko[8]
- 2014 John Taylor en Michael Wollny[9]
- 2015 John Surman
- 2016 Andy Sheppard